# Survivor Series
 (décembre 2024).
Survivor Series est un pay-per-view des divisions Raw et SmackDown, se déroulant chaque année au mois de novembre depuis 1987. Survivor Series fait partie des quatre pay-per-views originaux avec le Royal Rumble, WrestleMania et SummerSlam qui joignent les divisions Raw et SmackDown. Le concept de cet évènement est original car il est axé sur les matchs par équipes. À l'origine, le show ne contenait que des matchs en 5 contre 5 par éliminations, et se déroulait le jour de Thanksgiving. Survivor Series aura aussi été le lieu des débuts de The Undertaker, The Rock, Kurt Angle et aussi des trois membres du Shield (Roman Reigns, Dean Ambrose et Seth Rollins) à la WWE, mais aussi celui du premier Casket match en 1992, et la première Elimination Chamber en 2002.

## Historique des Survivor Series
| #                                                                                         | Événement                                         | Ville                                   | Lieu                        | Main Event |
| ----------------------------------------------------------------------------------------- | ------------------------------------------------- | --------------------------------------- | --------------------------- | --- |
| 1                                                                                         | Survivor Series (1987) 26 novembre 1987           | Richfield (Ohio)                        | Richfield Coliseum          | André The Giant, One Man Gang, King Kong Bundy, Butch Reed et Rick Rude (avec Bobby Heenan et Slick) contre Hulk Hogan, Paul Orndorff, Don Muraco, Ken Patera et Bam Bam Bigelow (avec Oliver Humperdink) dans un match par équipe traditionnel des Survivor Series en élimination |
| 2                                                                                         | Survivor Series (1988) 24 novembre 1988           | Richfield (Ohio)                        | Richfield Coliseum          | Hulk Hogan, Randy Savage, Hercules, Koko B. Ware et Hillbilly Jim (avec Miss Elizabeth) contre Ted DiBiase, The Big Boss Man, Akeem, Haku et The Red Rooster (avec Slick, Bobby Heenan et Virgil) dans un match par équipe traditionnel des Survivor Series en élimination         |
| 3                                                                                         | Survivor Series (1989) 23 novembre 1989           | Rosemont (Illinois)                     | Rosemont Horizon            | The Ultimate Warriors (The Ultimate Warrior, The Rockers (Shawn Michaels et Marty Jannetty) et Jim Neidhart) contre The Heenan Family (Bobby Heenan, André The Giant, Haku et Arn Anderson) dans un match par équipe traditionnel des Survivor Series en élimination               |
| 4                                                                                         | Survivor Series (1990) 22 novembre 1990           | Hartford (Connecticut)                  | Hartford Civic Center       | The Babyface Team (Hulk Hogan, The Ultimate Warrior et Tito Santana) contre The Heel Team (Ted DiBiase, Rick Martel, Warlord, Power and Glory (Hercules et Paul Roma)) Virgil et Slick dans un match par équipe traditionnel des Survivor Series en élimination                    |
| 5                                                                                         | Survivor Series (1991) 27 novembre 1991           | Détroit (Michigan)                      | Joe Louis Arena             | The Legion of Doom (Hawk et Animal) et The Big Boss Man contre The Natural Disasters (Earthquake et Typhoon) et Irwin R. Schyster Jimmy Hart dans un match par équipe traditionnel des Survivor Series en élimination                                                              |
| 6                                                                                         | Survivor Series (1992) 25 novembre 1992           | Richfield (Ohio)                        | Richfield Coliseum          | Bret Hart (c) contre Shawn Michaels dans un match simple pour le WWF World Heavyweight Championship |
| 7                                                                                         | Survivor Series (1993) 24 novembre 1993           | Boston (Massachusetts)                  | Boston Garden               | The All-Americans (Lex Luger, The Undertaker, Rick Steiner et Scott Steiner) contre The Foreign Fanatics (Yokozuna, Crush, Ludvig Borga et Jacques Rougeau) dans un match par équipe traditionnel des Survivor Series en élimination                                               |
| 8                                                                                         | Survivor Series (1994) 23 novembre 1994           | San Antonio (Texas)                     | Freeman Coliseum            | The Undertaker (avec Paul Bearer) contre Yokozuna (avec Mr. Fuji et Jim Cornette) avec Chuck Norris en tant qu'enforcer dans un Casket match |
| 9                                                                                         | Survivor Series (1995) 19 novembre 1995           | Landover (Maryland)                     | USAir Arena                 | Bret Hart contre Diesel (c) dans un match sans disqualification pour le WWF World Heavyweight Championship |
| 10                                                                                        | Survivor Series (1996) 17 novembre 1996           | New York City (New York)                | Madison Square Garden       | Sycho Sid contre Shawn Michaels (c) Jose Lothario dans un match simple pour le WWF World Heavyweight Championship |
| 11                                                                                        | Survivor Series (1997) 9 novembre 1997            | Montréal (Québec) Canada                | Centre Molson               | Shawn Michaels contre Bret Hart (c) dans un match simple pour le WWF World Heavyweight Championship |
| 12                                                                                        | Survivor Series (1998) 15 novembre 1998           | Saint Louis (Missouri)                  | Kiel Center                 | The Rock contre Mankind dans un match simple pour le vacant WWF Championship |
| 13                                                                                        | Survivor Series (1999) 14 novembre 1999           | Détroit, Michigan                       | Joe Louis Arena             | Big Show contre Triple H (c) contre The Rock dans un Triple Threat match pour le WWF Championship |
| 14                                                                                        | Survivor Series (2000) 19 novembre 2000           | Tampa (Floride)                         | Ice Palace                  | Steve Austin contre Triple H dans un match sans disqualification |
| 15                                                                                        | Survivor Series (2001) 18 novembre 2001           | Greensboro (Caroline du Nord)           | Greensboro Coliseum Complex | Team WWF (The Rock, Chris Jericho, The Undertaker, Kane et Big Show) contre Team Alliance (Steve Austin, Kurt Angle, Booker T, Rob Van Dam et Shane McMahon) dans un match par équipe traditionnel des Survivor Series en élimination                                              |
| 16                                                                                        | Survivor Series (2002) 17 novembre 2002           | New York City (New York)                | Madison Square Garden       | Shawn Michaels contre Booker T contre Rob Van Dam contre Kane contre Chris Jericho contre Triple H (c) dans le premier Elimination Chamber match pour le World Heavyweight Championship                                                                                            |
| 17                                                                                        | Survivor Series (2003) 16 novembre 2003           | Dallas (Texas)                          | American Airlines Center    | Team Bischoff (Chris Jericho, Christian, Randy Orton, Scott Steiner et Mark Henry) contre Team Austin (Shawn Michaels, Rob Van Dam, Booker T, Bubba Ray Dudley, et D-Von Dudley) dans un match par équipe traditionnel des Survivor Series en élimination                          |
| 18                                                                                        | Survivor Series (2004) 14 novembre 2004           | Cleveland (Ohio)                        | Gund Arena                  | Team Orton (Randy Orton, Chris Benoit, Chris Jericho & Maven) contre Team Triple H (Triple H, Edge, Batista, et Snitsky) dans un match par équipe traditionnel des Survivor Series en élimination                                                                                  |
| 19                                                                                        | Survivor Series (2005) 27 novembre 2005           | Détroit (Michigan)                      | Joe Louis Arena             | Team SmackDown (Batista, Rey Mysterio, JBL, Bobby Lashley et Randy Orton) (avec Bob Orton et Jillian Hall) contre Team RAW (Shawn Michaels, Kane, Big Show, Carlito et Chris Masters) dans un match par équipe traditionnel des Survivor Series en élimination                     |
| 20                                                                                        | Survivor Series (2006) 26 novembre 2006           | Philadelphie (Pennsylvanie)             | Wachovia Center             | Batista contre King Booker (c) Queen Sharmell dans un Last Chance match pour le World Heavyweight Championship |
| 21                                                                                        | Survivor Series (2007) 18 novembre 2007           | Miami (Floride)                         | American Airlines Arena     | Batista (c) contre The Undertaker dans un Hell in a Cell match pour le World Heavyweight Championship |
| 22                                                                                        | Survivor Series (2008) 23 novembre 2008           | Boston (Massachusetts)                  | TD Banknorth Garden         | John Cena contre Chris Jericho (c) dans un match simple pour le World Heavyweight Championship |
| 23                                                                                        | Survivor Series (2009) 22 novembre 2009           | Washington, D.C. (Virginie)             | Verizon Center              | John Cena (c) contre Shawn Michaels contre Triple H dans un Triple Threat match pour le WWE Championship |
| 24                                                                                        | Survivor Series (2010) 21 novembre 2010           | Miami (Floride)                         | American Airlines Arena     | Randy Orton (c) contre Wade Barrett dans un match simple pour le WWE Championship |
| 25                                                                                        | Survivor Series (2011) 20 novembre 2011           | New York City (New York)                | Madison Square Garden       | The Rock et John Cena contre The Awesome Truth (The Miz et R-Truth) dans un Tag team match |
| 26                                                                                        | Survivor Series (2012) 18 novembre 2012           | Indianapolis (Indiana)                  | Bankers Life Fieldhouse     | CM Punk (c) (avec Paul Heyman) contre John Cena contre Ryback dans un Triple Threat Match pour le WWE Championship |
| 27                                                                                        | Survivor Series (2013) 24 novembre 2013           | Boston (Massachusetts)                  | TD Garden                   | Randy Orton (c) contre Big Show dans un Match Simple pour le WWE Championship |
| 28                                                                                        | Survivor Series (2014) 23 novembre 2014           | Saint-Louis (Missouri)                  | Scottrade Center            | Team Cena (John Cena, Dolph Ziggler, Big Show, Erick Rowan et Ryback) contre Team Authority (Seth Rollins, Kane, Mark Henry, Rusev et Luke Harper) dans un match par équipe traditionnel des Survivor Series en élimination                                                        |
| 29                                                                                        | Survivor Series (2015) 22 novembre 2015           | Atlanta (Géorgie)                       | Philips Arena               | Roman Reigns contre Dean Ambrose pour le titre vacant du WWE World Heavyweight Champion |
| 30                                                                                        | Survivor Series (2016) 20 novembre 2016           | Toronto (Ontario) Canada                | Air Canada Center           | Goldberg contre Brock Lesnar (avec Paul Heyman) |
| 31                                                                                        | Survivor Series (2017) 19 novembre 2017           | Houston (Texas)                         | Toyota Center               | Team RAW (Triple H, Braun Strowman, Kurt Angle, Finn Bálor et Samoa Joe) contre Team SmackDown (Shane McMahon, Randy Orton, John Cena, Bobby Roode et Shinsuke Nakamura) |
| 32                                                                                        | Survivor Series (2018) 18 novembre 2018           | Los Angeles (Californie)                | Staples Center              | Brock Lesnar (avec Paul Heyman) contre Daniel Bryan |
| 33                                                                                        | Survivor Series (2019) 24 novembre 2019           | Rosemont (Illinois)                     | Allstate Arena              | Becky Lynch contre Bayley contre Shayna Baszler |
| 34                                                                                        | Survivor Series (2020) 22 novembre 2020           | Orlando (Floride)                       | Amway Center                | Drew McIntyre contre Roman Reigns (avec Paul Heyman) |
| 35                                                                                        | Survivor Series (2021) 21 novembre 2021           | Brooklyn (New York)                     | Barclays Center             | Big E contre Roman Reigns (avec Paul Heyman) |
| 36                                                                                        | Survivor Series: WarGames (2022) 26 novembre 2022 | Boston (Massachusetts)                  | TD Garden                   | The Brawling Brutes (Sheamus, Ridge Holland et Butch), Drew McIntyre et Kevin Owens contre The Bloodline (Roman Reigns, The Usos, Solo Sikoa et Sami Zayn) |
| 37                                                                                        | Survivor Series: WarGames (2023) 25 novembre 2023 | Rosemont (Illinois)                     | Allstate Arena              | Cody Rhodes, Jey Uso, Sami Zayn, Seth "Freakin" Rollins et Randy Orton contre The Judgment Day (Damian Priest, Finn Bálor, "Dirty" Dominik Mysterio et JD McDonagh) et Drew McIntyre                                                                                               |
| 38                                                                                        | Survivor Series: WarGames (2024) 30 novembre 2024 | Vancouver (Colombie-Britannique) Canada | Rogers Arena                | Roman Reigns, The Usos, Sami Zayn et CM Punk contre The Bloodline et "Big" Bronson Reed |
| La lettre C placée entre parenthèses désigne la personne ou l’équipe championne en titre. |                                                   |                                         |                             | |